# Philochore
Philochore (en grec ancien Φιλόχορος / Philókhoros) est un historien et atthidographe grec mort en -260.

## Biographie
Membre d'une famille sacerdotale, il exerçait en tant que devin, officiant aux sacrifices. Ses fonctions sacerdotales l'amenèrent à rédiger divers ouvrages sur la divination, les sacrifices et les cultes en vigueur au sein de la tétrapolis de l'Attique. Ses recherches débouchèrent sur une étude logographique de sa cité. Il fut dès lors, de son temps, connu comme un célèbre chroniqueur des événements de la cité d'Athènes et de l'Attique. Il fut politiquement très engagé contre le pouvoir macédonien, ce qui lui valut d'être assassiné par le roi Antigone Gonatas, quand celui-ci en -260, s'empara de la ville d'Athènes après un siège. Ses ennemis macédoniens lui firent ainsi payer son ralliement au roi Ptolémée II.

## Œuvre historique
Il rédigea son ouvrage majeur intitulé Atthis en 17 volumes. Sa narration partait des temps mythologiques pour finir en 262 av. J.-C.. Philochore avait établi le recensement par olympiade des archontes athéniens. Il avait aussi introduit dans son étude historique un recueil d'inscriptions de l'Attique. De nombreux fragments ont été préservés par Plutarque, les lexicographes, et divers scholiastes. Philochore fut lui-même un résumé de son œuvre. Sa renommée était encore grande à l'époque romaine, car un auteur dénommé Pollio Tralles refit rééditer un résumé de ses écrits. Ses fragments de lui ont entrevoir un auteur érudit, qui cherchait même pour les temps mythiques à trouver, au-delà des légendes, des faits rationnels. Ainsi, d'après le témoignage de Plutarque, Philochore proposait un récit alternatif à la légende du combat de Thésée face au Minotaure : Thésée après une victoire en duel contre un Crétois dénommé Tauros, put obtenir du roi Minos la libération des otages athéniens.